# Ewidencja archiwum zakładowego
Ewidencja archiwum zakładowego całość dokumentacji przechowywanej w archiwum, czyli materiały archiwalne i dokumentacja niearchiwalna musi być ujęta w ewidencji. Są dwa powody takiego postępowania: ewidencja przechowywanych akt umożliwia określenie kategorii akt, ich ilości oraz stanu, jak również umożliwia odszukanie i ewentualne udostępnianie ich.
Na ewidencję archiwum zakładowego składają się następujące druki:

## Spisy zdawczo-odbiorcze
Sporządzane są osobno dla dokumentacji niearchiwalnej i osobno dla materiałów archiwalnych, w dwóch egzemplarzach. Spisy zdawczo-odbiorcze stanowią równocześnie inwentarz akt przechowywanych w archiwum od początku istnienia, a w związku z tym numeracja ich musi być ciągła. Nie można też nadawać numerów spisów w obrębie roku. Drugie egzemplarze, tzw. robocze, gdyż na nie nanosi się informacje np. o brakowaniu dokumentacji, powinny być ułożone w teczkach narastająco, w sposób, który odzwierciedla układ organizacyjny jednostki, pozwala to na łatwiejsze korzystanie z zasobu archiwum.
Przy sporządzaniu spisu zdawczo-odbiorczego dokumentacji należy przestrzegać zasady, aby nie umieszczać razem na jednym spisie dokumentacji o różnych okresach przechowywania oraz starać się umieszczać jednostkę archiwalną jako osobną pozycję na spisie (rubryka nr 6); przy dużych ilościach dokumentacji przejmowanej np. z komórki finansowej pozwala to na zachowanie kontroli nad przejmowaną dokumentacją.

## Wykaz spisów zdawczo odbiorczych
Służy do rejestracji napływających do archiwum spisów zdawczo-odbiorczych. Kolejność ich rejestracji decyduje o nadawanym spisom numerze, a to z kolei wpływa na sygnaturę nadawaną aktom w archiwum zakładowym.

## Spisy materiałów archiwalnych
Spisy na materiały archiwalne przekazane do archiwum państwowego powinny być przechowywane w oddzielnej teczce, w układzie chronologicznym.

## Ewidencja udostępnionych akt
Składają się na nią rejestr akt udostępnionych oraz karty udostępnienia akt. Karty układane i wpisywane są do rejestru chronologicznie według dat udostępnienia. Obowiązkiem archiwisty jest wystąpić, najpóźniej na koniec roku, do wypożyczającego o zwrot akt do archiwum.

## Protokół o braku lub zniszczeniu akt
Przechowuje się je w oddzielnej teczce, w układzie chronologicznym.

## Spisy dokumentacji przeznaczonej na makulaturę lub zniszczenie
Przechowuje się je w osobnych teczkach wraz z protokołami oceny dokumentacji niearchiwalnej oraz zezwoleniem na wybrakowanie wydanym przez właściwe archiwum państwowe. Spisy akt brakowanych powinny odpowiadać właściwym pozycjom spisów zdawczo-odbiorczych, na których znajdowały się brakowane akta. Równie istotnym jest, aby w rubryce 8 spisów zdawczo-odbiorczych odnotować przy kolejnej pozycji fakt wybrakowania dokumentacji (umieszcza się zazwyczaj datę oraz numer zgody).

## Spis teczek akt
Zakładany jest w każdej komórce jednostki w oparciu o wykaz akt. Podstawowym jego zadaniem jest bieżąca kontrola kompletności akt przejmowanych z danej komórki do archiwum zakładowego. Powinny być sporządzane corocznie.

## Podsumowanie
Wszystkie pomoce ewidencyjne prócz omówionych w punktach 1.4 i 1.7 należy traktować jako materiały archiwalne i powinno je się przechowywać przez cały okres funkcjonowania jednostki. W przypadku jeżeli likwidowana jednostka była pod nadzorem archiwum państwowego ewidencja przekazywana jest tamże.